# Беспокойные сердца
Беспокойные сердца (яп. 君が望む永遠 Кими га Нодзому Эйэн, букв. «Желаемая тобой вечность») — 14-серийный аниме-сериал производства «Studio Fantasia», созданный на основе японского визуального романа компании âge и выпущенный в 2003 году. Визуальный роман был выпущен в 2001 году для ПК и позднее был портирован на Dreamcast и Playstation 2 под названием Rumbling Hearts. Версия для Windows Vista, известная как Kimi ga Nozomu Eien ~Latest Edition~, была выпущена 28 марта 2008 года.
Показ аниме в Японии прошёл в период с 5 октября 2003 года по 4 января 2004 года.
Позже в качестве дополнения к сериалу были выпущены четырёхсерийная OVA, а также несколько серий спин-офф. OVA под названием Kimi ga Nozomu Eien ~Next Season~ начала выпускаться с 27 декабря 2007 года. В ней показана альтернативная концовка основного сериала, в которой главный герой остаётся с Харукой.
В 2005 году основной сериал лицензирован в России компанией XL Media, и в конце сентября 2006 года вышел на DVD. В 2011 году сериал транслировался на телеканале Teen TV.

## Сюжет
Такаюки Наруми — обычный старшеклассник. Он учится, думает об экзаменах, общается с одноклассниками. Компанию ему составляют приятель Синдзи Тайра и две девушки: задиристая Мицуки Хаясэ и скромная Харука Судзумия. После того, как Мицуки помогает Харуке признаться Такаюки, которого она любила ещё с начальной школы, могли бы получиться две хорошие пары, но Синдзи остается только другом для девушек, и они потихоньку начинают делить Такаюки. Харука безоговорочно верит подруге, а Мицуки не переходит границ. Но в конце концов попытки Такаюки угодить всем косвенно становятся причиной трагедии.

## Персонажи
Такаюки Наруми (яп. 鳴海 孝之 Наруми Такаюки) — главный герой, очень добрый и сердечный молодой человек. Он боится кого-то обидеть, не хочет, чтобы кто-то страдал, но он не понимает, что в жизни так не бывает. В этом и заключается главная трагедия Такаюки — боясь кому-то сделать больно, сделав решительный шаг, выбрав одну из девушек, он причиняет ещё большую боль окружающим. Но в конце концов и ему придется сделать свой выбор. Став свидетелем несчастного случая, произошедшего с Харукой, Такаюки переживает сильное потрясение, и у него формируется посттравматическое стрессовое расстройство. Его показатели в учёбе резко ухудшаются из-за этого. Позднее он начинает работать в ресторане Скай Темпл (от англ. Sky Temple — «Небесный храм»). В отсутствие Харуки он встречается с Мицуки.
Сэйю: Кисё Танияма
Мицуки Хаясэ (яп. 速瀬 水月 Хаясэ Мицуки) — с виду сильная не только телом, но и духом девушка. Подруга Харуки и Такаюки, тайно влюблена в последнего. Своей любовью, которую скрывала, она спасает Такаюки, возвращая его к жизни. Входила в состав школьной команды по плаванию, однако после инцидента с Харукой забросила плавание. Мицуки стояла перед выбором: любовь к Такаюки или дружба с Харукой, но в отличие от Такаюки она сделала свой выбор.
Сэйю: Тияки Такахаси
Харука Судзумия (яп. 涼宮 遙 Судзумия Харука) — хрупкая, застенчивая, наивная девушка. Благодаря своей подруге Мицуки она смогла познакомиться с Такаюки. Харука всем сердцем любит Такаюки, и её любовь вызывает взаимность, Харука и Такаюки быстро сближаются. Но несчастный случай отнимает у неё 3 года жизни. Теперь ей надо свыкнуться с мыслью, что все вокруг поменялось, что Такаюки уже не тот, которого она любила. Что весь мир не стоял на месте, пока она спала. Осознав это, Харука меняется, теперь она уже не та беззащитная девушка, которая под деревом на холме, заикаясь, сказала 3 заветных слова. Теперь это сильный духом человек, который смотрит только вперед и твердит себе «Я смогу, я смогу…».
Сэйю: Минами Курибаяси
Аканэ Судзумия (яп. 涼宮 茜 Судзумия Аканэ) — маленькая эгоистка, которой было ещё сложнее, чем всем остальным. Она любит сестру, восхищается Мицуки, любит Такаюки как брата. Но авария полностью разрушает эту идиллию. Её сестра в коме, лучшая подруга сестры предает её, предает также и ненаглядный Такаюки. А когда Харука просыпается, проблем становится ещё больше. Победив свою гордыню, Аканэ позвала Такаюки. Каждый день, посещая госпиталь, она вынуждена носить форму средней школы, чтобы не травмировать сестру. Изо всех сил старается скрывать правду, и всё же срывается.
Сэйю: Каори Мидзухаси
Синдзи Тайра (яп. 平 慎二 Тайра Синдзи) — одноклассник Мицуки и остальных, их общий друг. Крепкий парень, вспыльчив, но друзей не подведёт. Имеет лишь небольшое отношение ко всему происходящему, и видим мы его достаточно редко. Любит Мицуки, но это становится понятным только к концу сериала. Ничего больше о нём сказать нельзя.
Сэйю: Масаки Андё
Аю Даикудзи (яп. 大空寺 あゆ Даикудзи Аю) — официантка в ресторане, где работает Такаюки. Дочь исполнительного директора сети ресторанов Скай Темпл. Энергичная, вспыльчивая, подчас грубая, никогда не даст себя в обиду. Постоянно конфликтует с Такаюки.
Сэйю: Киёми Асаи
Маю Тамано (яп. 玉野 まゆ Тамано Маю) — вторая официантка в ресторане. Полная противоположность Аю, тихая, скромная и неуклюжая.
Сэйю: Кодзуэ Ёсидзуми
Кодзуки Мотоко (яп. 香月モトコ Мотоко Кодзуки) — лечащий врач Харуки.
Сэйю: Марико Кобаяси

## Визуальный роман
Главным героем визуального романа является Такаюки, от его лица действует игрок. Большая часть текста, появляющегося на экране — это размышления Такаюки о чувствах и мыслях других персонажей. Оригинальная игра поделена на две части. Первая часть включает в себя события, произошедшие с 27 августа 1998 года, вторая — события, произошедшие три года спустя.
Начиная со второй части игроку даётся возможность развивать отношения с одной из восьми девушек. Всего в игре предусмотрено 14 концовок.
25 июня 2004 года был выпущен Kimi ga Nozomu Eien 〜special FanDisk, содержащий первую главу, в которой игроку давалось больше свободы действий в отличие от оригинальной игры. В частности, теперь игрок мог предотвратить несчастный случай с Харукой.
28 мая 2008 года игра была переиздана под Windows Vista. Был обновлён движок игры, улучшена графика, в игру был включён контент из Kimi ga Nozomu Eien 〜special FanDisk, а также были добавлены три совершенно новые главы.

## Аниме
Показ аниме, разработанного «Studio Fantasia» прошёл в Японии с 5 октября 2003 года по 4 января 2004 года.
| № серии | Название серии                                    | Трансляция в Японии  |
| ------- | ------------------------------------------------- | -------------------- |
| 1       | Friends to Lovers «Dai Ichi Wa» (第一話)          | 5 октября 2003 года  |
| 2       | Waiting «Dai Ni Wa» (第二話)                      | 12 октября 2003 года |
| 3       | Moving On «Dai San Wa» (第三話)                   | 19 октября 2003 года |
| 4       | Betrayed by Love «Dai Yon Wa» (第四話)            | 26 октября 2003 года |
| 5       | Lead Astray «Dai Go Wa» (第五話)                  | 2 ноября 2003 года   |
| 6       | Wishing «Dai Roku Wa» (第六話)                    | 9 ноября 2003 года   |
| 7       | Always Second Thoughts «Dai Nana Wa» (第七話)     | 17 ноября 2003 года  |
| 8       | Old Scars are New «Dai Hachi Wa» (第八話)         | 23 ноября 2003 года  |
| 9       | Unraveling «Dai Kyū Wa» (第九話)                  | 30 ноября 2003 года  |
| 10      | Impulses «Dai Jū Wa» (第十話)                     | 7 декабря 2003 года  |
| 11      | Where the Blame Lies «Dai Jū-ichi Wa» (第十一話)  | 14 декабря 2003 года |
| 12      | Friends to Enemies «Dai Jū-ni Wa» (第十二話)      | 21 декабря 2003 года |
| 13      | The Past Will Catch Up «Dai Jū-san Wa» (第十三話) | 28 декабря 2003 года |
| 14      | Mayauru's Gift «Saishū Wa» (最終話)               | 4 января 2004 года   |

## Ayu Mayu Gekijou
Ayu Mayu Gekijou (яп. あゆまゆ劇場 Аю Маю Гэкидзю, рус. «Театр Аю и Маю») — 7-серийный аниме-сериал производства «Picture Magic», транслировавшийся с сентября 2006 года по январь 2007 на сайте Kiminozo Radio. Является спин-оффом сериала «Беспокойные сердца». Сериал выполнен в стиле тиби.

## Музыка

### Kimi ga Nozomu Eien
Открывающая тема
- « Precious Memories»: серии 3-13

Закрывающие темы
- «Rumbling Hearts»: серия 2
- «Hoshizora no Waltz»: серии 3-13
- «Kimi ga Nozomu Eien»: серия 14

### Kimi ga Nozomu Eien ~Next Season~
Закрывающие темы
- «Next Season»
- «Eternity»

## OVA
25 августа 2006 года компания âge, создатель оригинальной игры, анонсировала новую аниме-адаптацию. Первые три эпизода были выпущены 21 декабря 2007 года, 25 марта 2008 года и 25 июня 2008 года соответственно. Дата выхода последнего эпизода — 19 декабря 2008 года.

### Сюжет OVA
Харука Судзумия просыпается после трёхлетней комы. За это время многое поменялось, но одна вещь осталась неизменной — её любовь к Такаюки. Харука выписывается из больницы, и вместе с Такаюки они посещают различные места, чтобы восполнить упущенное время. Однако одно единственное место, куда они не идут — телефонная будка около станции, где и произошёл несчастный случай. В конце Такаюки решает остаться с Харукой.